# Domesticatie van de hond

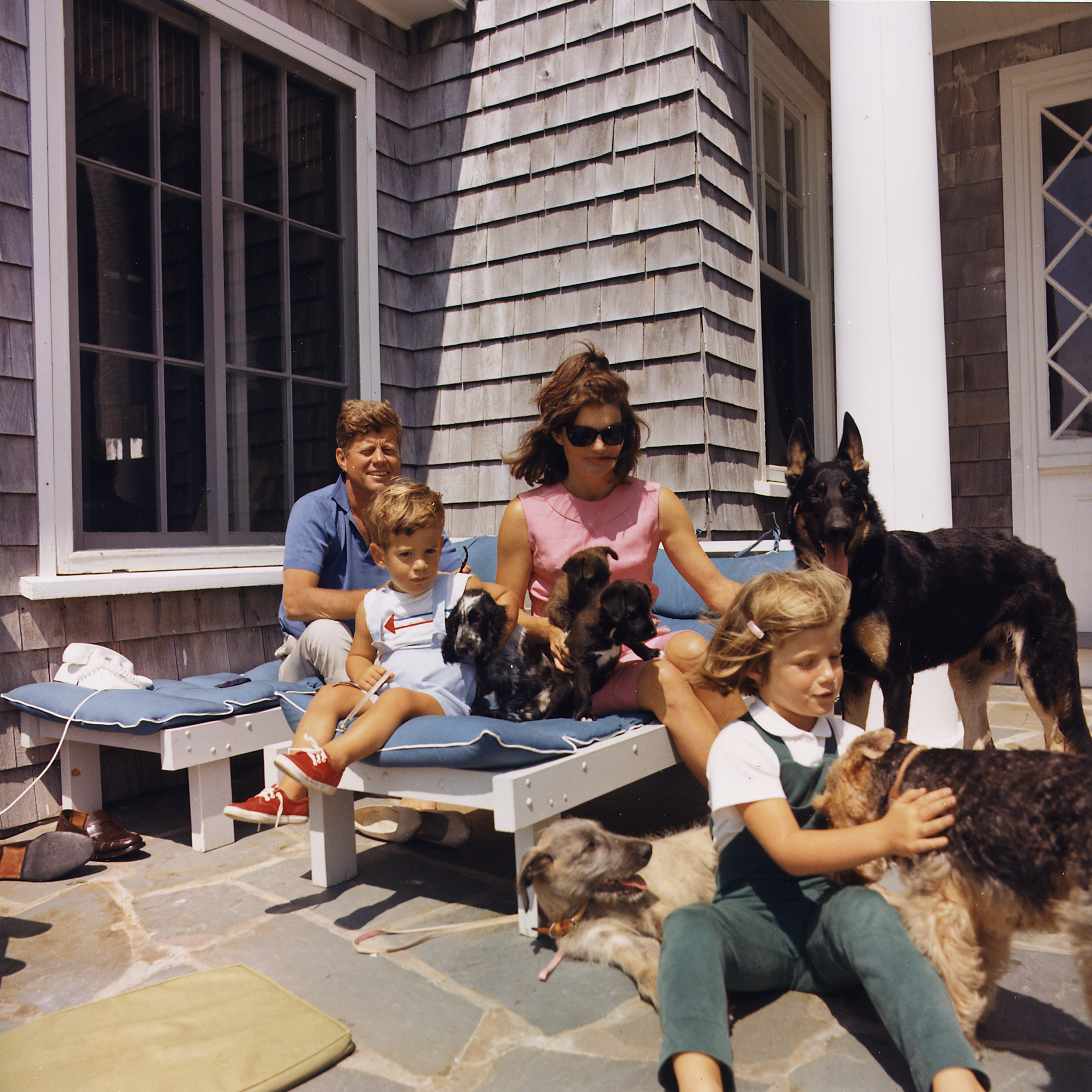
De familie Kennedy met hun honden in 1963

De domesticatie van de hond begon naar schatting 20.000 tot 40.000 jaar geleden, mogelijk eerder, zoals blijkt uit genetische studies en archeologische vondsten. Daarna hebben meerdere vormen of processen van domesticatie plaatsgevonden en hebben honden allerlei functies voor mensen vervuld, zoals trekdier, waakdier, proefdier en gezelschapsdier. Ondanks deze domesticatie kunnen honden gezondheidsrisico's opleveren voor mensen.

## Vroegste vormen domesticatie

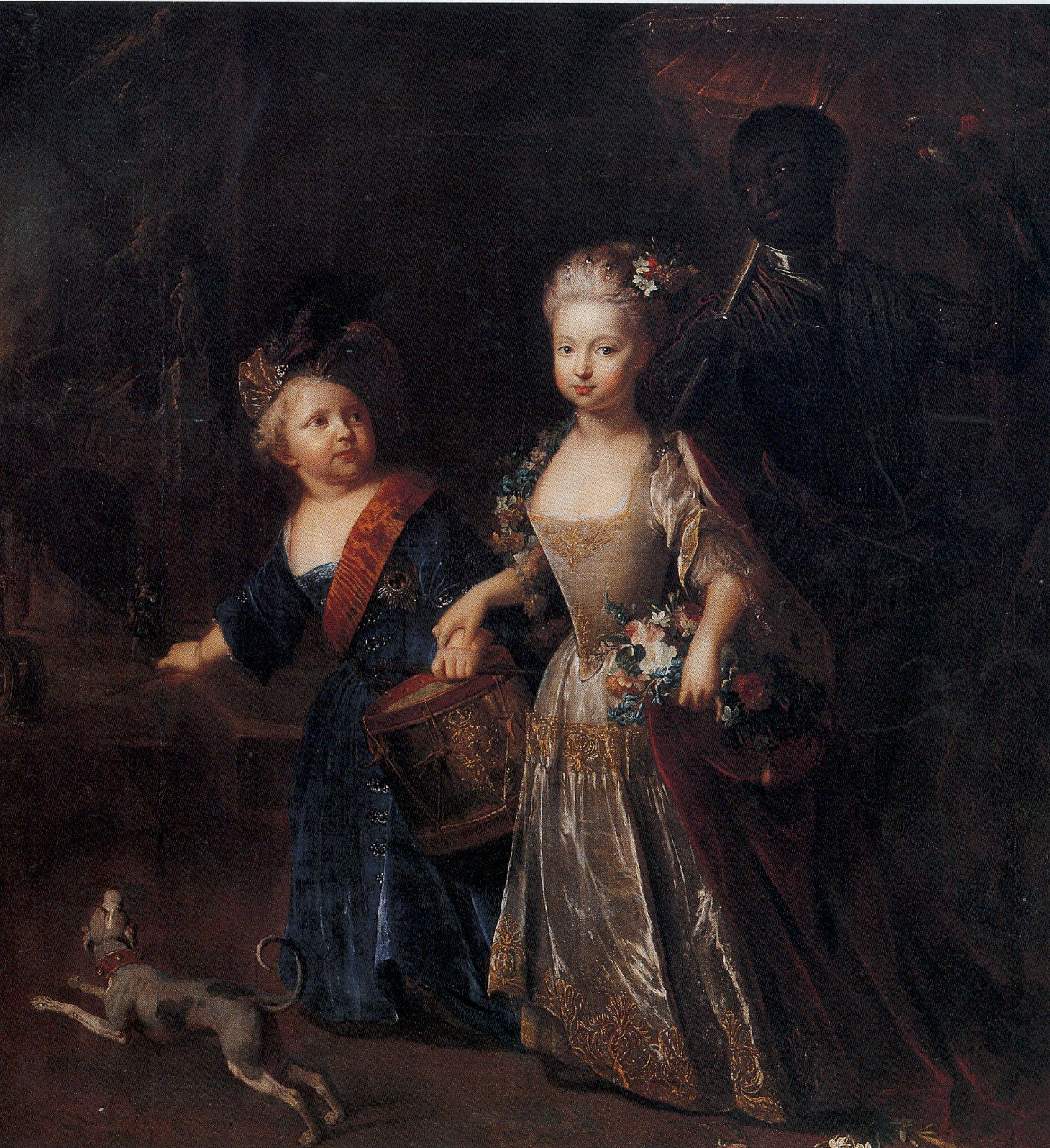
De hond is al eeuwenlang een mensenvriend bij uitstek; portret van Frederik de Grote met zijn zus

Volgens genetisch onderzoek van Caries Vila (1997) zijn er op grond van verschillen in het mitochondriaal DNA vier verschillende groepen hondenrassen te onderscheiden. Die zijn mogelijk het resultaat van vier verschillende domesticaties in het verleden, die onafhankelijk van elkaar hebben plaatsgevonden, enige tienduizenden tot 100.000 jaar geleden. Duidelijk is dat de hond afstamt van de grijze wolf (Canis lupus) en niet van de coyote, de jakhals of een andere hondachtige: de verschillen van hond en wolf met al deze soorten zijn veel groter dan die tussen hond en wolf. Het meest recente genetische onderzoek wijst op een oorsprong van de hond in Eurazië, met specifieke vondsten die wijzen op mogelijke domesticatiecentra in Siberië, Europa en Centraal-Azië.
De eerste aantoonbare relatie (grafresten van honden) van de wolf met de mens is omstreeks 14.000 tot 17.000 jaar geleden. Het is niet zeker of de mens naar de wolf is gekomen of andersom. Beide hadden profijt van toenadering. De wolf werd door de mens gebruikt bij de jacht, om de kudde bijeen te houden en om met hun scherpe zintuigen te waarschuwen tegen vijanden. Honden konden aaseters, andere ongewenste dieren en ongewenste mensen afschrikken en eventueel aanvallen en doden. Mensen zorgden er op hun beurt voor dat deze wolven te eten kregen. De wolf is een erg sociaal dier. Hij leeft, net als de mens, in groepsverband (roedels genoemd), met een sociale rangorde, waarbij bepaalde wolven het leiderschap op zich nemen. Dit maakt het dier mogelijk en aantrekkelijk als gezelschapsdier, waarbij de wolf de mens als leider beschouwde.
Gaandeweg begon men eisen aan het uiterlijk en gedrag van de wolf te stellen.
Zoals er verscheidenheid is bij mensen, zo is dat ook bij wolven. Gelet op klimaat en geologie.
De tamme wolf werd gekruist op zijn eigenschappen, afzijdig gehouden van zijn wilde soortgenoten en werd huishond. Als de hond alert was, dan werd hij gebruikt als waakhond. Als de hond stil en snel was dan was deze weer goed voor de jacht. Zo werd de basis gelegd voor het ontstaan van de verschillende rassen.

## Latere vormen van domesticatie

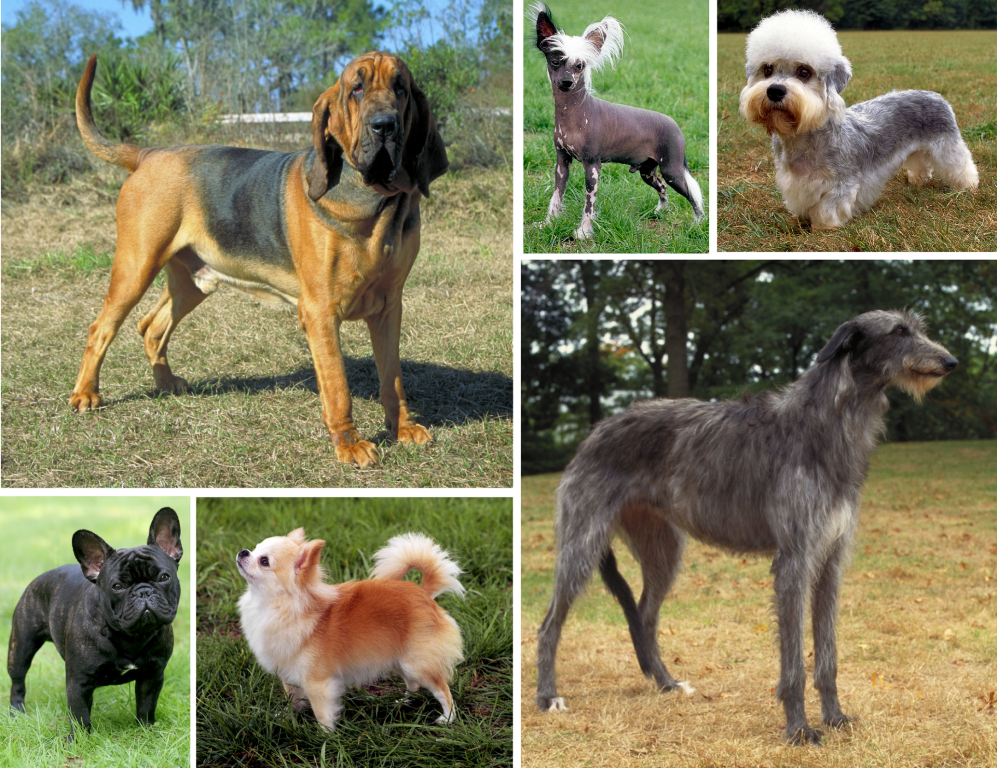
Illustratie van de huidige morfologische variatie bij de hond

Rond 1350 werden door Gaston Phoebus de eerste medische behandelingen van honden beschreven, honden die bij de jacht werden ingezet. In de Nieuwe Tijd werden honden niet meer enkel gehouden om bij de jacht te helpen, te waken, karren te trekken of lasten te dragen, maar ook als gezelschapshond, zoals talrijke schilderijen uit deze tijd tonen. Mede hierdoor kwam er meer belangstelling voor het uiterlijk van de hond. Dit leidde in de Moderne Tijd tot de oprichting van de eerste kennelclubs en rasverenigingen.

## Recente geschiedenis
Vooral in de laatste 200 jaar leidden gerichte fokprogramma's tot een grote hoeveelheid rassen en varianten, gevoed door de opkomst van de genetica, de vele hondenclubs en -verenigingen en de oprichting van de Fédération Cynologique Internationale (FCI) in 1911. Er zijn anno 2016 344 verschillende hondenrassen door het FCI erkend. In België is er de Koninklijke Maatschappij Sint-Hubertus en in Nederland is er de Raad van Beheer op Kynologisch Gebied in Nederland.

## Risico's van domesticatie
Er wordt wel van co-evolutie van mens en hond gesproken waarbij beide soorten elkaar in de loop van de evolutie zouden hebben ondersteund . Toch is de nabijheid van honden voor mensen niet zonder risico. Zoals  ook het geval is bij andere intensieve mens-dier contacten is de kans op infectie door micro-organismen niet denkbeeldig. Zo is de mede door honden overgebrachte ziekte hondsdolheid uiterst gevaarlijk voor mensen. Daarnaast betekent domesticatie niet dat alle ongewenste eigenschappen verdwijnen. Honden zijn cooperatief maar kunnen ook agressief gedrag vertonen. Er overlijden wereldwijd jaarlijks tienduizenden mensen als gevolg van een hondenbeet en er worden in Nederland naar schatting ongeveer 150 000 mensen per jaar gebeten door een hond.